# Merodon alexeji
Merodon alexeji är en tvåvingeart som beskrevs av Paramonov 1925. Merodon alexeji ingår i släktet narcissblomflugor, och familjen blomflugor.
Artens utbredningsområde är Ukraina. Inga underarter finns listade i Catalogue of Life.